# Timothy (sköldpadda)

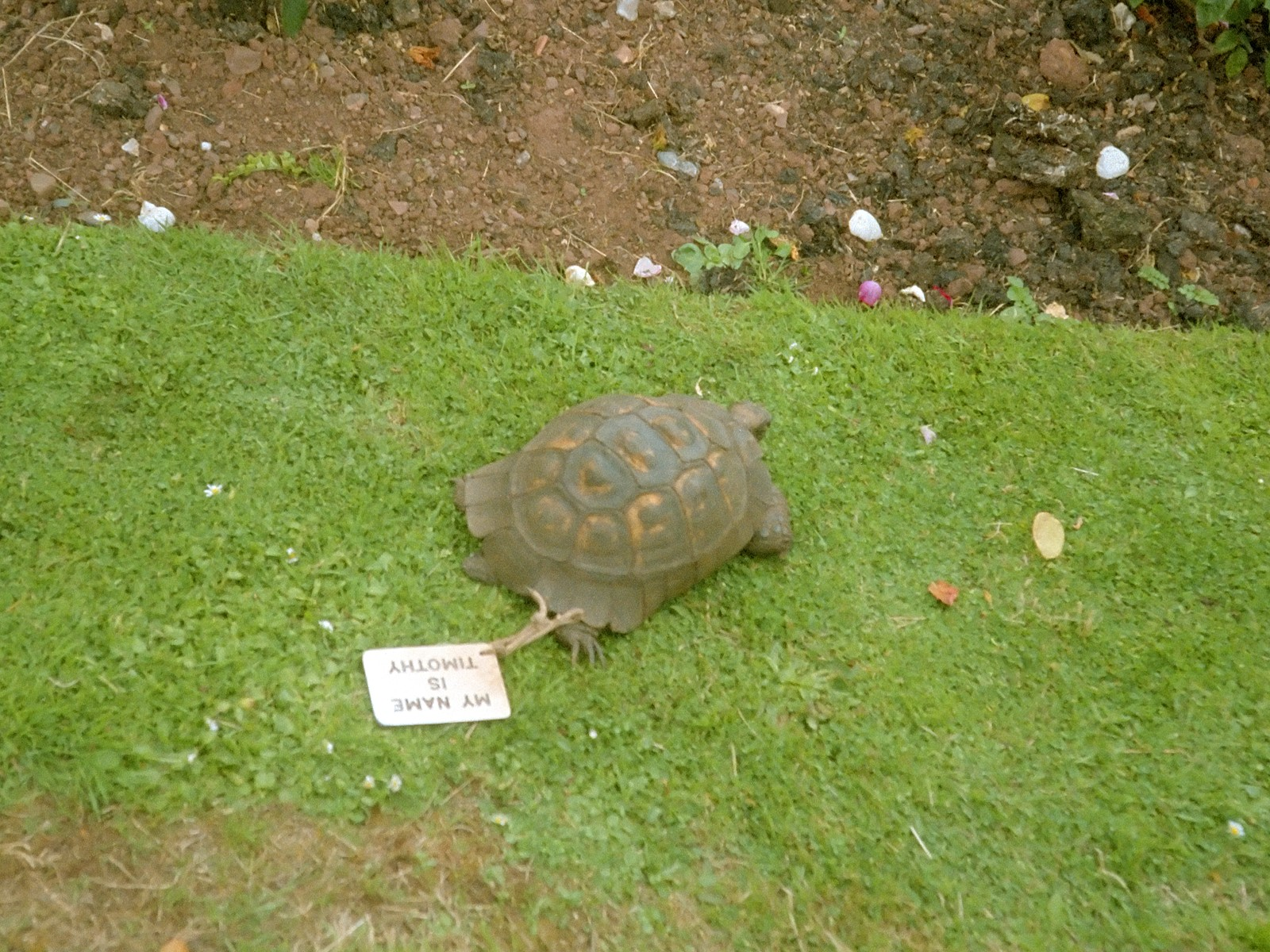
Timothy i trädgården till sitt hem vid Powderham Castle. På lappen står det "My name is Timothy. I am very old - please do not pick me up"

Timothy (Timothy the tortoise) var en morisk landsköldpadda mest känd för att ha tjänstgjort som maskot ombord fartyget HMS Queen under det brittiska bombardemanget av Sevastopol under Krimkriget. När hon dog den 3 april 2004 tros hon ha varit ca 165 år gammal, vilket skulle ha gjort henne till den äldsta kända invånaren i Storbritannien, samt Krimkrigets sista överlevare. Sitt namn till trots var Timothy av honkön, detta då man under 1800-talet inte hade några säkra metoder för att säkerställa sköldpaddors kön.
Timothy hittades 1854 ombord på en portugisisk kapare av John Courtenay Everard, kapten vid den brittiska flottan. Hon tjänade som maskot ombord på diverse brittiska fartyg fram till 1892, då hon pensionerades. Hon flyttades då till Powderham Castle, ägt av greven av Devon, där fick hon även familjens motto ingraverat på undersidan; Where have I fallen? What have I done? (översatt: Var har jag fallit? Vad har jag gjort?).
År 1926 bestämde sig Timothys ägare för att försöka få honom att para sig, det var då man upptäckte att han var en hon. Trots idoga försök lyckades man inte få fram några avkommor.
Timothy är begravd nära platsen där hon avled vid Powderham Castle.